# NGC 1812
NGC 1812 (другие обозначения — ESO 422-39, MCG -5-13-9, AM 0506-291, IRAS05068-2918, PGC 16819) — спиральная галактика (Sa) в созвездии Голубь.
Этот объект входит в число перечисленных в оригинальной редакции «Нового общего каталога».
Галактика имеет компаньона NGC 1812 и является двойной и взаимодействующей. При этом система изолирована и удалена от других галактик, что исключает иное взаимодействие.